# At the Center
At the Center è un album di Meat Beat Manifesto, pubblicato nel 2005 come parte della "Blue Series" degli album dell'etichetta Thirsty Ear che fonde il jazz con l'elettronica.
Nel corso degli anni, gli elementi del jazz erano stati presenti nelle occasionali canzoni di Meat Beat Manifesto. Ma At the Center è il primo vero album jazz nel catalogo Meat Beat Manifesto, con i collaboratori del band leader Jack Dangers che sono un trio di importanti musicisti jazz. L'album è per lo più funky e fusion-oriented, con alcune canzoni di musica astratta o free jazz. Completamente strumentale, oltre ai campioni vocali sparsi, in particolare su due brani con registrazioni vintage del poeta Lawrence Ferlinghetti che leggono annunci pubblicitari di giornali (le note dell'album identificano erroneamente Ferlinghetti come Kenneth Rexroth).
At the Center ha ottenuto recensioni per lo più positive da parte di critici del jazz e della musica elettronica, tuttavia Dangers ha deciso di non continuare la sua esplorazione del jazz nei successivi album di Meat Beat Manifesto.

## Tracce
1. Wild – 5:18
2. Flute Thang – 4:47
3. Murita Cycles – 4:13
4. Want Ads One – 4:27
5. Blind – 5:16
6. Musica Classica – 3:34
7. Bohemian Grove – 5:20
8. United Nations ETC. ETC. – 3:57
9. Want Ads Two – 4:25
10. The Water Margin – 6:34
11. Shotgun! (Blast to the Brain) – 4:59
12. Granulation 1 – 3:51